# Бріджетта Барретт
Бріджетта Барретт  (англ. Brigetta Barrett, 24 грудня 1990) — американська легкоатлетка, олімпійська медалістка.

## Виступи на Олімпіадах
| Олімпіада   | Дисципліна       | Місце |
| ----------- | ---------------- | ----- |
| Лондон 2012 | стрибки у висоту | 2     |